# حروف مقطعه

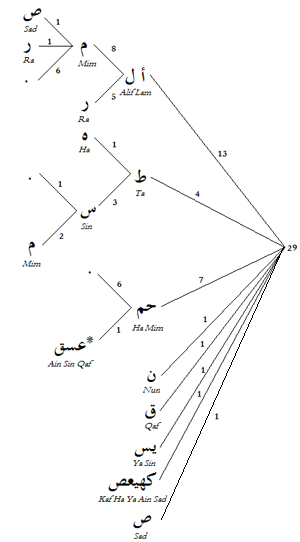
نمودار درختی حروف مقطعه قرآنی، اعداد نمایانگر تعداد تکرارهای هر فرزند از درخت (کلمه یا حرف) هستند، به ترتیب راست به چپ.

حروف مقطعه، (حرف‌های گسسته) حروفی هستند که در ابتدای برخی از سوره‌های قرآن آمده‌است. حروف مقطعه در ابتدای ۲۹ سوره از سوره‌های قرآن آمده و مجموعاً ۷۸ حرف است که با حذف مکررات، ۱۴ حرف می‌شود. در قرآن و روایات اسلامی هیچ‌گونه نظر صریح در تاویل و تفسیر این آیات و دلیل وجود آنها دیده نمی‌شود
سوره‌هایی که با این حروف آغاز می‌شوند، مکّی‌اند، به‌جز بقره و آل‌عمران، که آن‌دو هم در سالهای آغازین دوره مدنی نازل شده‌اند.

## فهرست حروف
این ۷۸ حرف (که بدون تکرار ۱۴ تا می‌شود) به قرار زیر است:
| ردیف     | حروف مقطعه | طول کلمه (حرف) | تعداد تکرار | تعداد حروف | سوره                                     |
| -------- | ---------- | -------------- | ----------- | ---------- | ---------------------------------------- |
| ۱        | الم        | ۳              | ۶           | ۱۸         | بقره، آل عمران، عنکبوت، روم، لقمان، سجده |
| ۲        | المص       | ۴              | ۱           | ۴          | اعراف                                    |
| ۳        | الر        | ۳              | ۵           | ۱۵         | یونس، هود، یوسف، ابراهیم، حجر            |
| ۴        | المر       | ۴              | ۱           | ۴          | رعد                                      |
| ۵        | کهیعص      | ۵              | ۱           | ۵          | مریم                                     |
| ۶        | طه         | ۲              | ۱           | ۲          | طه                                       |
| ۷        | طسم        | ۳              | ۲           | ۶          | شعراء، قصص                               |
| ۸        | طس         | ۲              | ۱           | ۲          | نمل                                      |
| ۹        | یس         | ۲              | ۱           | ۲          | یس                                       |
| ۱۰       | ص          | ۱              | ۱           | ۱          | ص                                        |
| ۱۱       | حم         | ۲              | ۶           | ۱۲         | غافر، فصلت، زخرف، دخان، جاثیه، احقاف     |
| ۱۲       | حم عسق     | ۵              | ۱           | ۵          | شوری                                     |
| ۱۳       | ق          | ۱              | ۱           | ۱          | ق                                        |
| ۱۴       | ن          | ۱              | ۱           | ۱          | قلم                                      |
| جمع ستون |            | ۳۸             | ۲۹          | ۷۸         |                                          |

و نیز با حذف حروف تکراری ۱۴ حرف باقی می‌ماند:
| ا | ح | ر | س | ص | ط | ع | ق | ک | ل | م | ن | ه | ی |

## گمانه‌زنی‌های مسلمانان
تبیین این حروف از آغاز تاریخ تفسیر تاکنون همواره توجه مفسران و قرآن پژوهان را به خود معطوف داشته و نظرات مختلف معروف پیرامون حروف مقطعه از این قرار است:
- حروف مقطعه از نوع متشابهات قرآنی است که علم آن مخصوص به خداوند است[۲][۳]
- حروف مقطعه از ناحیه خدا، سوگندهایی است مبنی بر این که این کتاب از سوی او است[۴]
- این حروف در واقع رمز و سری میان خدا و پیامبر اسلام است که تنها پیامبر و افراد پاک می‌توانند از آن‌ها آگاهی یابند[۵]
- این حروف نوعی سوگند و قسم الهی است[۶]
- حروف مذکور، برای آگاه نمودن پیامبر از نزول وحی و تمایز آن از سخنان بشری نازل شده‌است[۷]
- با تدبر در سوره‌های دارای حروف مقطعه مشترک، روشن می‌شود که مضامین و سیاق آنها، با یکدیگر مشابه و متناسب است[۸]

گفتنی است تفاسیر دیگری نیز دربارهٔ «حروف مقطعه»، از جانب قرآن‌پژوهان ارائه گشته و روایات زیادی نیز در این‌باره نقل شده‌است. یک محقق مصری معتقد بود اگر حروف مقطعه در ابتدای هر سوره را به تفکیک بررسی کنیم، بیشترین حجم آن سوره متعلق به این حروف‌اند. به‌طور نمونه حروف الف و لام و میم که در ابتدای سوره بقره آمده‌است. با بررسی و شمارش تمام حروف این سوره این نتیجه حاصل می‌شود که حروف الف و لام و میم بیشتر از سایر حروف در سوره بقره بکار رفته‌است. اما در مورد اکثر سوره‌هایی که با دیگر حروف شروع می‌شوند این موضوع صدق نمی‌کند مانند سورهٔ (طه) و سوره‌هایی که با حروف مقطعه (طس) و (طسم) شروع شده‌است الف و لام و میم این سوره‌ها بیشتر از حروف ط و س می‌باشند پس چنین استنباط می‌شود که موضوع به همین سادگی‌ها هم نیست.
- سید محمد جواد غروی: در بیست و هفت سوره از بیست و نه سوره که با این حروف آغاز شده‌اند بعد از آن‌ها لفظ کتاب یا کلمه یی که دارای همین مفهوم باشد مثل ذکر یا قرآن یا کتابت آمده‌است که آوردن کلمه کتاب پس از حروف مقطعه بیان این حقیقت است که علی‌رغم ترکیب کتاب خدا از این حروف کسی نتوانسته و نخواهد توانست تا نهایت دنیا کلامی مثل آن بیاورد.[۱۲] تمام لغات جهان از ابتدا تا این عصر از همین حروف که به تنهایی اصواتی بیش نیستند پدید آمده‌است و وسیلة ایجاد ارتباط بین بشر و توسعه علوم ثمره ترکیب این حروف محدود می‌باشد و قرآن نیز از این قاعده مستثنی نیست و پس از ترکیب دارای معنی و اشکال مختلف می‌شود.[۱۳] پس مقصود از آوردن این حروف در ابتدای سوره‌ها بدین منظور بوده‌است که قرآن از همین حروف و کلماتی ترکیب شده که خود شما هم تلفظ می‌کنید ولی مانند این قرآن را نمی‌توانید بیاورید و به همین جهت بعد از آوردن حروف مقطعه نام و مفهوم کتاب را بیان می‌کند.[۱۴]
- زمخشری می گوید: «این چهارده حرف ـ که نصف حروف هجا هستند ـ کاملاً نیمی از صفات حروف را دارا هستند: نیمی از حروف «مهموسه»: «ص ک ه س ح» و نیمی از حروف «مجهوره»: «ا ل م ر ع ط ق ی ن» و نیمی از حروف «شدیده»: «ا ک ط ق» و نیمی از حروف «رخوه»: «ل م ر ص ه ع س ح ی ن» و نیمی از حروف «مطبقه»: «ص ط» و نیمی از حروف «منفتحه»: «ا ل م ر ک ه ع س ح ق ی ن» و نیمی از حروف «مستعلیه»: «ق ص ط» و نیمی ازحروف «منخفضه»: «ا ل م ر ک هٔ ع س ح ن» و نیمی از حروف «قلقله»: «ق ط» سپس می گوید: «چه بزرگ است خداوندی که حکمتش در هر چیزی دقت نشان داده‌است».[۱۵]